# Jair Ventura
Jair Zaksauskas Ribeiro Ventura (* 14. März 1979 in Rio de Janeiro) ist ein brasilianischer Fußballtrainer und ehemaliger Spieler. Er spielte auf der Position eines Stürmers.

## Karriere

### Als Spieler
Ventura bestritt seine Spielerkarriere im Wesentlichen bei unterklassigen Klubs in der Region seiner Heimatstadt. Er versuchte sich auch im Ausland, allerdings auch nie einer der obersten Spielklassen. So war er beim FC Mulhouse in Frankreich, dem FC Kalamata aus Griechenland und TP Akwembe in Gabun.

### Als Trainer
2008 kam Ventura zum Botafogo FR, wo er zunächst als Fitnesstrainer arbeitete. Im Folgejahr wurde er Trainerassistent an der Seite von Ney Franco. Nachdem dieser im August entlassen worden war, übernahm Estevam Soares die Position des Cheftrainers. Ventura blieb unter diesem Assistent. Nach einer 6:0-Niederlage in der Staatsmeisterschaft von Rio de Janeiro am 24. Januar 2010 gegen den CR Vasco da Gama wurde Soares entlassen. Sein Nachfolger wurde Joel Santana. Dieser ließ ihn Ventura aber noch im nächsten Spiel gegen den EC Tigres do Brasil die Mannschaft leiten, da Santana den Kader noch nicht kannte. Das Auswärtsspiel konnte Botafogo mit 2:1 gewinnen. Anschließend übernahm der neue Trainer sein Amt und Ventura sein Assistent.
2011 wurde er von Ney Franco eingeladen, an seiner Seite die Brasiliens U-20 bei der U-20-Fußball-Weltmeisterschaft 2011, zu betreuen. Bei dem Turnier war er nicht dabei, stand dafür aber an der Seite von Emerson Ávila im Zuge der U-17-Fußball-Südamerikameisterschaft 2011.
2012 übernahm die Führung der U20 Botafogos. Im Mai gewann er mit dem Team den vom TuS Ennepetal ausgerichteten Spax Cup. 2013 war er auch wieder als Assistent von Oswaldo de Oliveira tätig. Sie erreichten in der Série A 2013 den vierten Platz und damit die Qualifikation für die Copa Libertadores 2014. Den dem Turnier hatte der Klub seit 18 Jahren nicht mehr teilgenommen.
Die Saison 2014 verbrachte Ventura als Assistenztrainer beim CS Alagoano. 2015 kehrte er zu Botafogo zurück. Der Klub spielte in dem Jahr aber nur in der Série B 2015. Hier startete er als Assistent von René Simões und beendete die Meisterschaft auf dem ersten Tabellenplatz neben Ricardo Gomes. In der Série A 2016 löste er am 13. August Gomes als Trainer ab und wurde nach Saisonende mit dem Prêmio Craque do Brasileirão als bester neuer Trainer geehrt. Im Dezember 2016 erhielt Ventura das Vertrauen von Botafogo und einen Kontrakt als Cheftrainer bis Dezember 2018. In der Copa Libertadores 2017 erreichte er mit der Mannschaft das Viertelfinale, in dem man dem späteren Titelträger Grêmio FBPA mit 0:0 und 0:1 unterlag.
Am 22. Dezember 2017 wurde sein Abschied von Botafogo bekannt. Ventura hat ein Angebot des FC Santos angenommen. In seiner Zeit bei Botafogo hat er die Mannschaft wettbewerbsübergreifend in 95 Spielen betreut, 43 Siege, 21 Unentschieden, 31 Niederlagen. Bereits nach einem halben Jahr bei Santos wurde er wieder entlassen. Bei Santos bestritt Jair Ventura 39 Spiele mit 14 Siegen, 10 Unentschieden und 15 Niederlagen, was einer Erfolgsquote von 44,4 % entspricht. Bereits am 6. September wurde bekannt, dass der SC Corinthians sich seine Dienste sicherte. Der Meister von 2017 hatte tags zuvor Osmar Loss entlassen. Der Klub lag zu dem Zeitpunkt nach dem 23. Spieltag auf dem achten Platz. Bereits im Monat darauf standen die Finalspiele im Copa do Brasil 2018 statt. Hier musste man sich dem Cruzeiro EC mit 0:1 und 1:2 geschlagen geben. In der Série A 2018 wurde der 13. Platz belegt und Ventura aufgrund der schlechten Ergebnisse wieder entlassen.
Auch bedingt durch die COVID-19-Pandemie erhielt Ventura erst im August 2020 einen neuen Kontrakt. Er unterzeichnete bei Sport Recife. In der Zeit ohne Anstellung absolvierte er diverse Lehrgänge und erwarb die PRO-Lizenz beim CBF. In der Série A 2020 führte er den Klub auf den 15. Platz und wurde von den Fans für den Klassenerhalt gefeiert. Nach einem schlechten Abschneiden in der Copa do Nordeste 2021 und der Staatsmeisterschaft von Pernambuco 2021, musste Ventura den Klub wieder entlassen. Ende Mai bekam der Trainer ein neues Engagement bei Chapecoense, welcher seinen Trainer Mozart nach Beendigung der Staatsmeisterschaft von Santa Catarina gefeuert hatte. Nach dem 14. Spieltag der Série A 2021 wurde ihm am 2. August auf dem letzten Platz liegend gekündigt. Im Oktober kehrte Ventura als neuer Trainer des EC Juventude zurück. Nach einem schwachen Start in die Saison 2022 musste er wieder gehen.
Im April 2022 nahm der Goiás EC Ventura unter Vertrag. Der Klub hatte in der Série B 2021 den zweiten Platz belegt und sich für die Série A 2022 qualifiziert. In der Liga erreichte er mit dem Aufsteiger am Saisonende im November den 13. Platz, verzichtete aber auf eine Vertragsverlängerung für 2023. Erst am 24. Juli 2023 nahm er ein Angebot von Atlético Goianiense an. Der Klub hatte am 10. Juli nach dem 16. Spieltag der Série B 2023 auf dem elften Platz Alberto Valentim entlassen. Ventura wurde der dritte Trainer des Klubs in der Meisterschaft. Er führte Atlético auf den vierten Platz und damit in die Série A 2024. Im April 2024 konnte er mit der Mannschaft den Gewinn der Staatsmeisterschaft von Goiás feiern. Er führte diese auch in die Série A. Nach dem zehnten Spieltag am 21. Juni lag Atlético auf dem 16. Platz. Die Leistung reichte der Führung des Klubs nicht aus und entließ Ventura daraufhin. Knapp vier Wochen später unterzeichnete er zum zweiten Mal bei Atléticos Ligakonkurrenten Juventude. Hier war am Roger Machado Marques nach dem 17. Spieltag auf Platz zwölf entlassen worden. Nach dem 31. Spieltag belegte Juventude mit dem 17. einen Abstiegsplatz und entließ Ventura wieder. Zum Start in die Saison erhielt Ventura wieder einen Kontrakt beim Goiás EC.

## Erfolge als Trainer
Atlético Goianiense
- Staatsmeisterschaft von Goiás: 2024

Auszeichnungen
- Prêmio Craque do Brasileirão: 2016 – Bester neuer Trainer

## Trivia
Ventura ist ein Sohn des brasilianischen Fußballnationalspielers und Fußball-Weltmeisters von 1970 Jairzinho.
Nach seinem Aufenthalt in Gabun fing er an im Alter von 26 Jahren einen Trainerkurs zu belegen und Sportpädagogik zu studieren.